# Kriegerdenkmal Oeglitzsch
Das Kriegerdenkmal Oeglitzsch ist ein denkmalgeschütztes Kriegerdenkmal in der Ortschaft Oeglitzsch im Ortsteil Dehlitz der Stadt Lützen in Sachsen-Anhalt. Im örtlichen Denkmalverzeichnis ist der Gedenkstein unter der Erfassungsnummer 094 15397 als Baudenkmal verzeichnet.
Bei dem Kriegerdenkmal in Oeglitzsch handelt es sich um eine Gedenkstätte für die Gefallenen des Ersten Weltkriegs. Das Kriegerdenkmal ist eine Stele, die von einem Adler gekrönt wird. Die Ecken der Stele wurden aus Buckelquadern gestaltet. An der Vorderseite der Stele befindet sich eine Inschrift. Der obere Teil der Inschrift ist nicht mehr lesbar. Es folgen die Namen der Gefallenen und im unteren Teil Ehre ihrem Andenken.

## Quelle
- Kriegerdenkmal Oeglitzsch, abgerufen am 13. September 2017.